# Lewis D. Collins
Lewis D. Collins, também conhecido como Lew Collins ou Cullen Lewis (12 de Janeiro de 1899–24 de agosto de 1954) foi um cineasta estadunidense que, entre 1922 e 1954, dirigiu 120 filmes. Eventualmente Lewis foi, também, roteirista, tendo escrito sete roteiros para o cinema entre 1927 e 1947.

## Biografia
Nascido em Baltimore, Maryland, inicialmente foi diretor de teatro. Nos anos 1920 mudou-se para Hollywood, e sua carreira no cinema começou em 1922, na era muda, com continuidade na era sonora.
O primeiro filme que dirigiu foi The Ableminded Lady, para a  Pacific Film Company, em 1922. Em 1926 passou a dirigir para a Universal Pictures, com o filme The Whirlwind Driver. Dirigiu vários Westerns para a Universal, e outros gêneros, como o filme-documentário The Devil's Pit, em 1929, que também roteirizou, e o drama Young Desire, em 1930. Dirigiu vários filmes para outras companhias, entre elas Western Star Productions, Majestic Pictures, Showmen's Pictures, Screencraft Productions, Supreme Pictures, Willis Kent Productions, Lone Star Productions, Monogram Pictures, na grande maioria westerns, com atores como Bob Steele, Reb Russell, Jack Holt e John Wayne.
Em 1937, passou a dirigir novamente para a Universal, e em 1942, dirigiu o seriado Junior G-Men of the Air, em 12 capítulos, um dos muitos seriados que faria para a Universal, co-dirigindo com Ray Taylor seriados como Don Winslow of the Coast Guard (1943) e The Great Alaskan Mystery (1944), entre outros. Juntos, Ray Taylor e Lewis Collins fariam 13 seriados para a Universal. Em 1946, Collins dirigiria, ao lado de Vernon Keays, o último seriado da Universal, The Mysterious Mr. M.
No fim dos anos 1940 e início de 1950, dirigiu vários westerns B, com atores como Bill Elliott, Johnny Mack Brown, entre outros. Dirigiu perto de 120 filmes até sua morte em Hollywood, em 1954. Dirigiu filmes como The Desert Trail em 1935, trabalhando com atores como John Wayne e Paul Fix.
Seu último filme foi Two Guns and a Badge, para a Silvermine Productions, lançado em 12 de setembro de 1954, um mês após sua morte. Seu seriado Jungle Queen, de 1945, foi reeditado com 69 minutos sob o título Jungle Safári, e veiculado na televisão em 1956.
Collins morreu aos 55 anos em 24 de agosto de 1954, em Hollywood, Califórnia.

## Filmografia parcial
- The Ableminded Lady (1922)
- The Whirlwind Driver (1926)

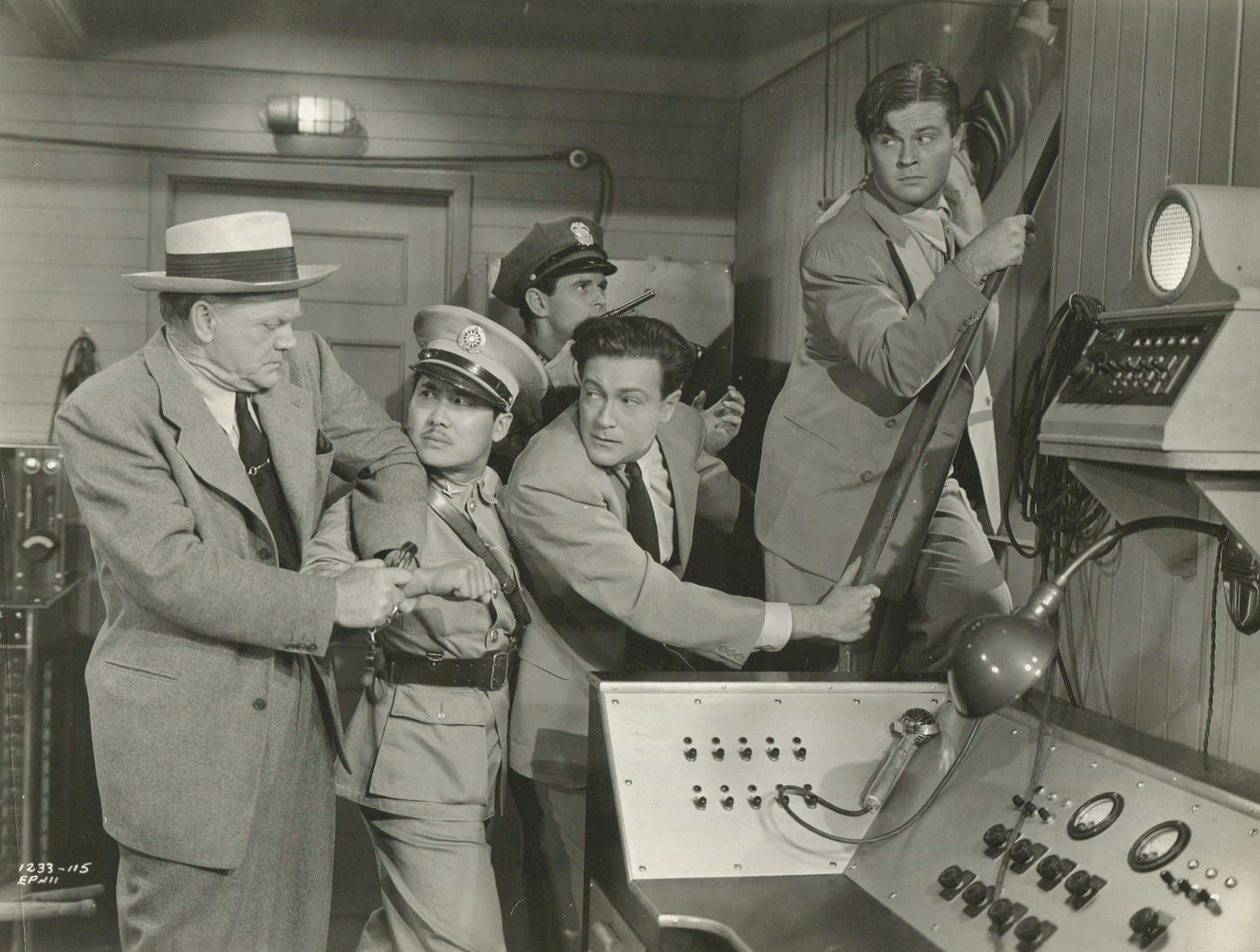
Cena do seriado The Adventures of Smilin' Jack, de 1943, dirigido por Lewis D. Collins.

- The Devil's Pit (1929) (direção e roteiro)
- Under the Southern Cross (1929)
- The Desert Trail (1935) (creditado Cullen Lewis)
- The Spanish Cape Mystery (1935)[4]
- Sing Sing Nights (1934)
- Borrowed Hero (1941)
- Junior G-Men of the Air (1942)
- The Adventures of Smilin' Jack (1943)
- Don Winslow of the Coast Guard (1943)
- Adventures of the Flying Cadets (1943)
- The Great Alaskan Mystery (1944)
- Raiders of Ghost City (1944)
- Mystery of the River Boat (1944)
- Jungle Queen (1945)
- The Master Key (1945)
- Secret Agent X-9 (1945)
- The Royal Mounted Rides Again (1945)
- The Scarlet Horseman (1946)
- Lost City of the Jungle (1946)
- The Mysterious Mr. M (1946)
- Heading for Heaven (1947)
- Jungle Goddess (1948)